# Adam Sharpe

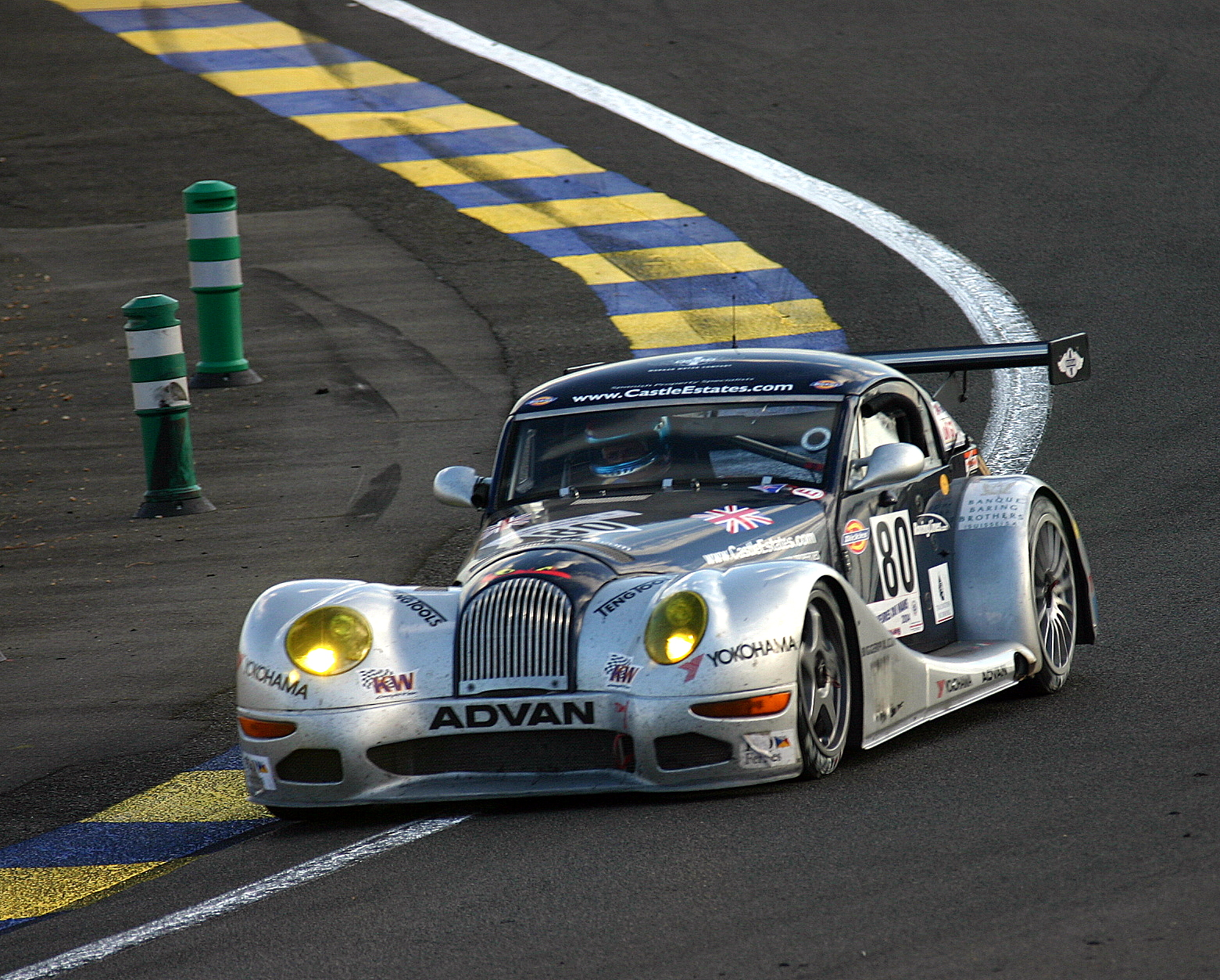
Auf diesem Morgan Aero 8 startete Neil Cunningham beim 24-Stunden-Rennen von Le Mans 2004

Adam James Sharpe (* 12. September 1984 in London) ist ein ehemaliger britischer Autorennfahrer.

## Karriere als Rennfahrer
Erste Erfolge als Rennfahrer feierte Adam Sharpe 2004 in der britischen GT-Meisterschaft. Hinter Ni Amorim und Adam Wilcox wurde er auf einem Porsche 996 GT3 mit vier Saisonsiegen Gesamtdritter in der Meisterschaft. Im selben gab er für die Werksmannschaft von Morgan Motor sein Debüt beim 12-Stunden-Rennen von Sebring und beim 24-Stunden-Rennen von Le Mans. In Sebring wurde er 2004 19. in der Gesamtwertung; in Le Mans war seine beste Platzierung im Schlussklassement der 21. Rang 2005.
Adam Sharpe war in der V8-Supercars-Series aktiv, beendete das 24-Stunden-Rennen von Silverstone 2012 als Gesamtzweiter und ist seit 2015 regelmäßiger Starter in der VLN Langstreckenmeisterschaft Nürburgring.

## Statistik

### Le-Mans-Ergebnisse
| Jahr | Team                   | Fahrzeug            | Teamkollege      | Teamkollege          | Platzierung     | Ausfallgrund |
| ---- | ---------------------- | ------------------- | ---------------- | -------------------- | --------------- | ------------ |
| 2004 | Morgan Works Race Team | Morgan Aero 8R      | Neil Cunningham  | Steve Hyde           | nicht klassiert |              |
| 2005 | Paul Belmondo Racing   | Courage C65         | Karim Ojjeh      | Claude-Yves Gosselin | Rang 21         |              |
| 2006 | Noël del Bello Racing  | Porsche 911 GT3-RSR | Patrick Bourdais | Tom Cloet            | Ausfall         | Unfall       |
| 2008 | Trading Performance    | Zytek 07S/2         | Karim Ojjeh      | Claude-Yves Gosselin | Ausfall         | Unfall       |

### Sebring-Ergebnisse
| Jahr | Team                   | Fahrzeug      | Teamkollege     | Teamkollege   | Platzierung | Ausfallgrund            |
| ---- | ---------------------- | ------------- | --------------- | ------------- | ----------- | ----------------------- |
| 2004 | Morgan Works Race Team | Morgan Aero 8 | Neil Cunningham | Keith Ahlers  | Rang 19     |                         |
| 2005 | Binnie Motorsports     | Lola B05/42   | William Binnie  | Robert Julien | Ausfall     | aus dem Rennen genommen |